# C*-algebra dokładna
Dokładna C*-algebra – C*-algebra, która zachowuje dokładność po tensorowaniu krótkich ciągów dokładnych C*-algebr. Dokładnej, C*-algebra E jest dokładna, gdy dla każdego krótkiego ciągu dokładnego C*-algebr
{\displaystyle 0\;{\xrightarrow {}}\;A\;{\xrightarrow {f}}\;B\;{\xrightarrow {g}}\;C\;{\xrightarrow {}}\;0}
ciąg
{\displaystyle 0\;{\xrightarrow {}}\;A\otimes _{\min }E\;{\xrightarrow {f\otimes \operatorname {id} }}\;B\otimes _{\min }E\;{\xrightarrow {g\otimes \operatorname {id} }}\;C\otimes _{\min }E\;{\xrightarrow {}}\;0}
jest również dokładny, przy czym symbol ⊗min oznacza minimalny iloczyn tensorowy C*-algebr.

## Własności i przykłady
- Każda C*-algebra nuklearna jest dokładna. W szczególności, każda przemienna C*-algebra jest dokładna.
- Ośrodkowa C*-algebra jest dokładna wtedy i tylko wtedy, gdy jest izomorficzna z podalgebrą algebry Cuntza O2[1].